# Face nord

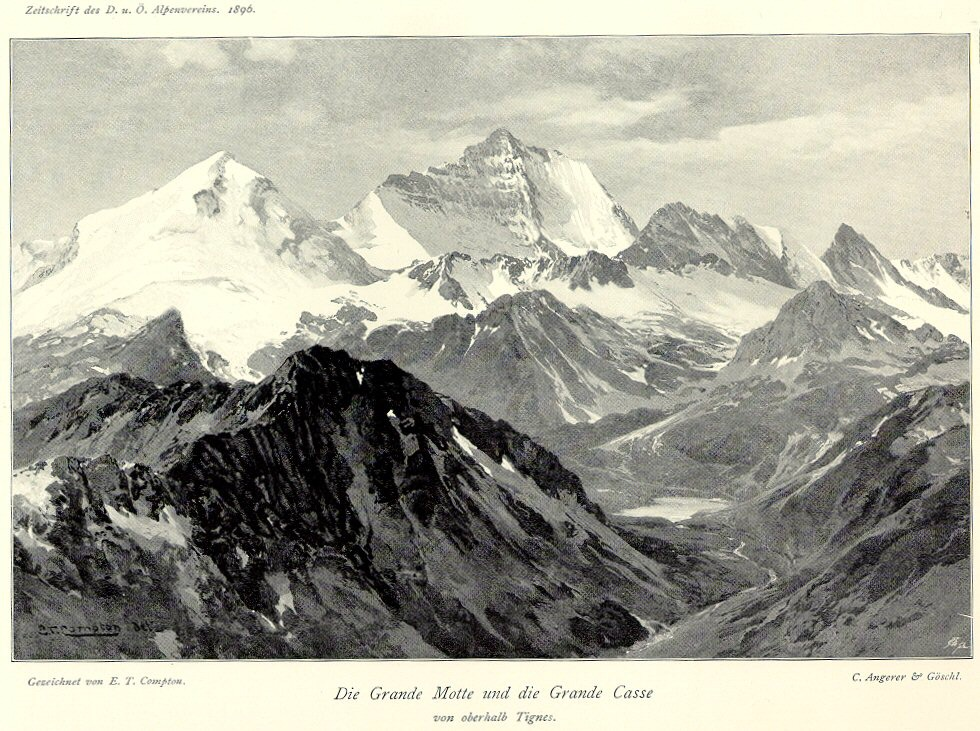
Face nord du massif de la Vanoise (peinture).

La face nord est la face de la montagne orientée au Nord. Selon les massifs, elle est souvent considérée comme la plus difficile ou la plus facile des faces.

## Dans les Alpes
Dans les Alpes, elle est souvent considérée comme la face la plus difficile. Les trois grandes faces nord des Alpes sont restées invaincues jusque dans les années 1930. Du fait de l'orientation, ces faces ont moins de soleil et sont donc soumises à plus de cycles gel et dégel. Elles sont plus abruptes. Cependant, il arrive que la face sud soit le versant dont l'ascension est la plus difficile, comme à l'aiguille du Fou.

## Dans l’Himalaya
Dans l'Himalaya, les premières ascensions ont souvent eu lieu d'abord par la face nord. Par exemple, la première ascension d'un sommet de plus de 8000m, l'Annapurna, a été faite par la face nord.

## Dans les Andes
Dans les Andes, du fait des expositions inversées de l'hémisphère sud, ce sont les faces nord qui sont moins abruptes, et les faces sud qui sont les plus froides et les plus difficiles.